# Саундтрек-альбом
Саундтрек-альбом — любой альбом, который включает в себя музыку, непосредственно записанную из саундтрека конкретного фильма или телешоу. Первым таким альбомом, который был коммерчески выпущен, был «Белоснежка и семь гномов», саундтрек к одноимённому мультфильму. Первым саундтреком оркестровой музыки был альбом для фильма «Книга джунглей», написанный Миклошем Рожей.

## Описание
Когда выходит фильм или телесериал, вместе с ним часто выходит альбом в виде саундтрека.
Саундтрек обычно содержит инструментальную или, в качестве альтернативы, музыку к фильму. Но в нём также могут быть песни, которые были исполнены персонажами на сцене (или кавер-версия песни, перезаписанная популярным исполнителем), песни, которые использовались в качестве преднамеренной или непреднамеренной фоновой музыки в важных сценах, песни, которые были услышаны в заключительных титрах, или песни без какой-либо видимой причины, связанной со средствами массовой информации, кроме как для продвижения, которые были включены в саундтрек. До того, как домашнее видео получило широкое распространение в 1980-х годах, многие саундтрек-альбомы могут также включать фрагменты диалогов, так как это был один из немногих способов пережить фильм после его оригинального выхода, за исключением телетрансляций или перевыпусков.
Саундтреки обычно выпускаются на крупных звукозаписывающих лейблах (так же, как если бы они были выпущены музыкальным исполнителем), а песни и сам саундтрек также могут быть в музыкальных чартах и получать музыкальные награды.
По соглашению, запись саундтрека может содержать любую музыку, включая музыку, «вдохновлённую», но на самом деле не появляющуюся в фильме; партитура содержит только музыку композиторов оригинального фильма.
В то же время саундтрек может идти вразрез с нормальностью (обычно используется во франшизах поп-культуры) и содержит недавно выпущенные или эксклюзивные ранее выпущенные подборки оригинальной поп-музыки (некоторые из которых сами по себе занимают высокие позиции в чартах, которые из-за того, что были выпущены на другой франшизе, достигли пика из-за этого) и просто используется в рекламных целях для известных артистов или новых или неизвестных артистов. Эти саундтреки содержат музыку, которую совсем не слышно в сериале или фильме, и любая художественная или лирическая связь является чисто случайной.
Однако, в зависимости от жанра СМИ, саундтрек поп-песен будет иметь заданную схему; беззаботный роман может включать в себя лёгкое прослушивание любовных песен, в то время как более мрачный триллер будет состоять из хард-рока или городской музыки.
В 1908 году Камиль Сен-Санс сочинил первую музыку специально для фильма (L’assasinat du duc de Guise), и выпуск записей песен, используемых в фильмах, стал распространённым в 1930-х годах. Генри Манчини, который выиграл премию «Эмми» и две премии «Грэмми» за саундтрек к сериалу «Питер Ганн», был первым композитором, получившим широкий хит с песней из саундтрека.
До 1970-х годов саундтреки (за некоторыми исключениями) сопровождались мюзиклами и были альбомом, в котором были вокальные и инструментальные (и инструментальные версии вокальных песен) музыкальные подборки в исполнении актёров. Или кавер-версии песен, спетых другим исполнителем.
После 1970-х годов саундтреки начали включать в себя большее разнообразие, и потребители музыки ожидали саундтрек к фильму или телевидению. В саундтрек-альбомах были представлены или выпущены многие лучшие песни.
В настоящее время термин «саундтрек» утих. В настоящее время это в основном относится к инструментальной фоновой музыке, используемой в этих СМИ. Популярные песни, представленные в фильме или телесериале, вместо этого выделяются и упоминаются в титрах, а не являются частью «саундтрека».
В рекламе или списках магазинов саундтрек-альбомы иногда путают с оригинальными записями. Это альбомы, сделанные с оригинальным сценическим актёрским составом мюзикла и записанные актёрами либо в живом исполнении, либо в студии, не переносясь из саундтрека к фильму.
В некоторых случаях в саундтрек-альбом могут быть включены записанные диалоги. Это происходит в двух видах: аудиоклипы из самого фильма (используется в альбомах для «Криминального чтива» и «Аполлона-13») или радиопостановки, в которых участвуют персонажи из фильма, участвующие в других событиях (King of Pirates и FLCL). Необычный первый саундтрек к фильму «Волшебник страны Оз», выпущенный в 1956 году в связи с первым телепоказом фильма, был практически сжатой версией фильма, с достаточным количеством диалогов в альбоме, чтобы слушатель мог легко следить за сюжетом, как и первый саундтрек-альбом «Ромео и Джульетты» и саундтрек-альбома «Укрощения строптивой», «Кромвеля» и «Маленького большого человека». В случае с Паттоном большая часть альбома была представлена музыкой из фильма, в то время как в начальных и заключительных композициях быливВступительные и заключительные речи Джорджа Скотта. Очень необычный саундтрек к детективному фильму «Игра на вылет» был разработан как своего рода тизер, с голосами Лоренса Оливье и Майкла Кейна в течение первых трёх минут, после чего диалог был резко прерван, и пошла музыка, заставляя слушателей «смотреть фильм, если они хотят знать, о чём тайна».
В нескольких редких случаях был выпущен полный саундтрек к фильму — диалоги, музыка, звуковые эффекты и т. д. Одним из примеров был 3-LP-сет мультфильма Rankin-Bass «Хоббит». Поскольку этот мультфильм был снят для телевидения, он хорошо подходит для формата LP: встроенные коммерческие точки вставки использовались для окончания каждой стороны LP, избегая, таким образом, любого дополнительного монтажа. Другим примером были вышеупомянутые «Ромео и Джульетта» — фильм оказался настолько популярным, что через два года после оригинального выхода фильма был выпущен альбом с полным саундтреком. Ещё одним примером был «Ричард III», саундтрек к которому был выпущен в виде 3-LP альбома в 1955 году на лейбле RCA Victor.

### Дополнительные композиции
Иногда композиции, которых нет в фильме, могут быта включены в альбом, особенно на CD-релизе саундтрека, в отличие от LP. Некоторые из них могут быть «выходами» (песни или инструментальная музыка, записанные для использования в фильме, но «вырезанные» в окончательном версии в том виде, в котором был выпущен), или они могли быть использованы в трейлерах, но не в самом фильме. Примерами являются саундтрек мультфильма «Южный Парк: Большой, длинный, необрезанный». Двумя другими известными примерами являются саундтрек-альбомы к фильмам «Карусель» и «Король и я», которые включают в себя две или более песен, не вошедших в фильм.

### Популярность в культуре
Саундтрек-альбомы составляют основную часть индийской музыкальной индустрии. Музыка индийской киноиндустрии, особенно музыка Болливуда, обычно продается больше, чем индийская поп-запись.